# جيرو كاماتا
جيرو كاماتا (باليابانية: 鎌田 次郎) (مواليد 28 يوليو 1985)، هو لاعب كرة قدم ياباني سابق لعب كمدافع.

## وصلات خارجية
- جيرو كاماتا على موقع رابطة كرة القدم اليابانية للمحترفين (اليابانية)
- جيرو كاماتا على موقع إي إس بي إن إف سي (الإنجليزية)
- جيرو كاماتا على موقع قاعدة بيانات كرة القدم.إي يو (الإنجليزية)
- جيرو كاماتا على موقع Soccerway.com (الإنجليزية)
- جيرو كاماتا على موقع عالم كرة القدم.نت (الإنجليزية)
- جيرو كاماتا على موقع كووورة